# Tokyo Filmex
 (octobre 2012).
Le Tokyo Filmex (東京フィルメックス, Tōkyō Firumekkusu) est un festival cinématographique qui a lieu tous les ans à Tokyo. Il a été créé en 2000 par Office Kitano, la maison de production du réalisateur Takeshi Kitano.